# غونشن
غونشن (انگلیسی: Ronchin)یک کمون در بخش نور در شمال فرانسه است و بخشی از متروپل اروپایی لیل است.